# Sovrani di Huahine
Quello che segue è un Elenco dei monarchi del regno di Huahine. Tutti questi sovrani ebbero il titolo di Ari'i rahi.

## Monarchi di Huahine
| Nome            | Nascita-Morte | Inizio del regno | Fine del regno    | Note |
| --------------- | ------------- | ---------------- | ----------------- | --- |
| Teha'apapa I    | 1735–1790     | 1760             | 1790              | Primo regno. De facto capo supremo dal 1760 al 1790. Primo ari'i rahi. |
| Teri'itaria I   | 1769–1793     | 1790             | 1793              | Succedette a sua madre Teha'apapa nel 1790. Deposto nel 1703 dal suo fratellastro. |
| Tenania         | 1770–1814     | 1793             | 1810              | Succedette al fratellastro. |
| Mahine Teheiura | 1761–1838     | 1810             | 1815              | Fratello di Tenania. Abdicò in favore di sua nipote Teri'itaria di Raiatea. |
| Teri'itaria II  | 1790–1858     | 1815             | 18 marzo 1852     | Deposta durante la guerra civile. |
| Ari'imate       | 1824–1874     | 18 marzo 1852    | settembre 1868    | Deposto nel settembre 1868 durante la guerra civile. Venne succeduto da sua moglie. |
| Teha'apapa II   | 1824–1893     | settembre 1868   | 28 maggio 1893    | Erede presunta del re Tamatoa IV di Raiatea e Taha'a. La più longeva regnante di Huahine (1868–1893), governò sotto protettorato dei francesi dal 1885 al 1890.                                                    |
| Reggente Marama | 1851–1909     | 1884             | 15 settembre 1895 | Figlio primogenito del sovrano di Huahini, fu reggente per sua madre e sua figlia dal 1884 al 1895. |
| Teuhe           | 1848–1891     | 22 marzo 1888    | 22 luglio 1890    | Chiamata al trono nel 1888. Regnò durante il periodo di ribellione contro il governo di sua madre Teha'apapa II. Deposta nel 1890 dal fratello reggente Marama ed esiliata a Tahiti dove morì appena un anno dopo. |
| Teha'apapa III  | 1879–1917     | 28 maggio 1893   | 15 settembre 1895 | Ultima regina di Huahine e Maia'o, la Francia annetté Huahine e Maia'o il 15 settembre 1895. |